# Hammelwarder Außendeich
Hammelwarder Außendeich ist als Bauerschaft ein Stadtteil von Brake im Landkreis Wesermarsch.

## Geschichte
Die Ortschaft entstand um 1500. Möglicherweise wurde Außendeich später als Ausbausiedlung von Hammelwarden gegründet. Die Schließung des Lockfleths ab dem Jahr 1515 war für die Ortschaft besonders bedeutsam.

## Demographie
| Jahr | Einwohner |
| ---- | --------- |
| 1581 | 15 Höfe   |
| 1817 | 206       |
| 1880 | 174       |
| 1925 | 132       |